# Sonic Advance 2
Sonic Advance 2 (Japans:  ソニックアドバンス２; Sonikku Adobansu Tsū) is een side-scrolling platformspel uit de Sonic the Hedgehog-serie. Het spel is ontwikkeld door Dimps en gepubliceerd door THQ voor de Game Boy Advance.
Het spel introduceerde het personage Cream the Rabbit.

## Gameplay
De basisgameplay is een verbeterde versie van Sonic Advance. Sonic Advance 2 is in vergelijking met zijn voorganger sneller en bevat grotere levels.
Het spel bevat zeven zones, elk opgebouwd uit twee levels en een eindbaasgevecht. Indien de speler alle chaosdiamanten verzameld heeft, komt er een extra zone beschikbaar.
Alle personages kunnen in dit spel verschillende stunts uithalen terwijl ze vliegen.
Een andere nieuwe eigenschap is dat personages in dit spel de geluidsbarrière kunnen doorbreken door langere tijd op topsnelheid te rennen. Indien dit gebeurt kan het personage in kwestie over water rennen en zijn aanval wordt een stuk sterker. Bepaalde objecten (zoals rode wielen) activeren onmiddellijk deze mode.
In elk level zijn er zeven speciale ringen te vinden. Als de speler ze allemaal verzamelt en het level vervolgens uitspeelt zonder een leven te verliezen, kan er een bonuslevel worden gespeeld. In dit bonuslevel kan de speler een chaosdiamant winnen.

## Personages
- Sonic the Hedgehog: is direct vanaf het begin bespeelbaar.
- Miles "Tails" Prower: wordt bespeelbaar nadat de speler als Sonic het Music Plant-level heeft uitgespeeld.
- Knuckles the Echidna: wordt bespeelbaar nadat de speler als Sonic het Sky Canyon level heeft uitgespeeld.
- Cream the Rabbit en haar Chao Cheese: worden bespeelbaar nadat het Leaf Forest-level is uitgespeeld.
- Amy Rose: wordt bespeelbaar nadat alle voorgaande personages elk de zeven chaosdiamanten hebben bemachtigd.
- Vanilla the Rabbit: een NPC met een kleine rol in het spel.
- Dr. Eggman: de eindbaas in elke zone (behalve Sky Canyon voor Sonic is knuckles de eindbaas).
- Super Sonic: wordt bespeelbaar nadat de speler het spel met Sonic, Tails, Knuckles en Cream heeft uitgespeeld, en met Sonic alle chaosdiamanten heeft verzameld.

## Cream
Hoewel dit spel het eerste spel is waar Cream the Rabbit in voorkomt, stond ze eigenlijk al gepland voor Sonic Heroes. Sonic Team besloot haar over te zetten naar dit spel om Sonic Advance 2 een frisser gevoel te geven.

## Ontvangst
| Beoordeeld door        | Datum            | Score |
| ---------------------- | ---------------- | ----- |
| Next Level Gaming      | 13 april 2003    | 96%   |
| The Video Game Critic  | 9 september 2005 | 91%   |
| Cubed3                 | 31 december 2003 | 90%   |
| IGN                    | 14 maart 2003    | 90%   |
| GameSpot               | 7 april 2003     | 82%   |
| Game Informer Magazine | mei 2003         | 80%   |
| GameZone               | 30 maart 2003    | 80%   |
| GameSpy                | 31 maart 2003    | 79%   |
| GamePro (USA)          | 10 maart 2003    | 70%   |
| Game Critics           | juli 2003        | 65%   |